# Takeshi Aoki
Takeshi Aoki (jap. 青木 剛 Aoki Takeshi; ur. 28 września 1982) – japoński piłkarz, reprezentant kraju. Obecnie występuje w Kashima Antlers.

## Kariera klubowa
Od 2001 roku występował w klubie Kashima Antlers.

## Kariera reprezentacyjna
W reprezentacji Japonii Takeshi Aoki zadebiutował 20 sierpnia 2008 roku. W reprezentacji Japonii Takeshi Aoki występował w latach 2008–2009. W sumie w reprezentacji wystąpił w 2 spotkaniach.

## Statystyki
| Reprezentacja Japonii | Reprezentacja Japonii | Reprezentacja Japonii |
| Rok                   | Mecze                 | Gole                  |
| --------------------- | --------------------- | --------------------- |
| 2008                  | 1                     | 0                     |
| 2009                  | 1                     | 0                     |
| Razem                 | 2                     | 0                     |